# Mehmet Emin Toprak
Mehmet Emin Toprak (* 11. Oktober 1974 in Yenice; † 2. Dezember 2002 in Çan, Çanakkale), auch unter dem Namen Emin Toprak bekannt, war ein türkischer Schauspieler.

## Leben
Mehmet Emin Toprak feierte sein Schauspieldebüt 1998 unter der Regie seines Cousins Nuri Bilge Ceylans in Stadt, dem Langfilmdebüt des Regisseurs und zugleich ersten Teil einer Trilogie über die Unterschiede zwischen Land- und Großstadtleben in der Türkei. Das Drama erzählt, aus der Sicht eines Kindes, vom Alltag und vom Erwachsenwerden in der türkischen Provinz. Ein Jahr später folgte eine Nebenrolle im zweiten Teil der Trilogie, Bedrängnis im Mai. Das Drama stellt den jungen Muzaffer (gespielt von Muzaffer Özdemir) in den Mittelpunkt, der nach Anatolien, in seine Heimatstadt, zurückkehrt, um ein Filmprojekt mit seinen Familienmitgliedern zu realisieren. Dort wird der Filmemacher mit den Problemen von Eltern und Verwandten konfrontiert: sein Cousin träumt von einer Zukunft in Istanbul, während Muzaffers Vater in Gefahr ist, ein Stück Wald an das Katasteramt zu verlieren. Der stark autobiografisch gefärbte Film (Vater und Mutter werden von den Eltern des Regisseurs gespielt) wurde von der tageszeitung wegen seiner fast buddhistischen Ruhe und der ungewohnten Schnitttechnik gelobt, während die New York Times das Werk mit den Arbeiten Abbas Kiarostamis verglich. Bedrängnis im Mai errang eine Reihe von internationalen Film- und Festivalpreisen, darunter den FIPRESCI-Preis bei Verleihung des Europäischen Filmpreises 2000 und die Auszeichnungen der Filmfestivals von Angers, Ankara, Antalya, Bergamo und Istanbul.
Den Durchbruch als Schauspieler ebnete Toprak 2002 die erneute Zusammenarbeit mit Nuri Bilge Ceylan an dem Drama Uzak – Weit (2002), dem letzten Teil der Trilogie. Hier agiert der türkische Schauspieler erneut an der Seite Muzaffer Özdemirs als junger Familienvater Yusuf, der nach Istanbul kommt, um für seine in der Provinz zurückgebliebene Familie zu sorgen. In jugendlichem Eifer versucht Yusuf vergeblich in der türkischen Großstadt eine Arbeit auf einem Schiff zu finden, während sein Verwandter, ein erfolgreicher Werbefotograf, durch seine Anwesenheit in eine existenzielle Krise gestürzt wird. Uzak – Weit feierte seine Premiere in der Türkei am Ende des Jahres 2002 und brachte Mehmet Emin Toprak den Nebendarstellerpreis auf dem Filmfestival von Antalya ein.
Knapp zwei Monate nach Erhalt der Auszeichnung verstarb der verheiratete Toprak bei einem Verkehrsunfall in Çanakkale, in der westlichen Türkei, im Alter von 28 Jahren. Posthum erhielten Mehmet Emin Toprak für den Part des Yusuf sowie sein Filmkollege Muzaffer Özdemir als erste und bislang einzige türkische Akteure bei den Internationalen Filmfestspielen von Cannes die Auszeichnung für den besten Schauspieler des Festivals. Auch in Deutschland, wo der Film erst drei Jahre nach seiner Entstehung veröffentlicht wurde, erhielt Uzak – Weit positive Kritiken. Kälte herrsche zwischen den Figuren, so die Süddeutsche Zeitung, die den Film mit Werken von Andrei Tarkowski verglich.

## Filmografie
- 1998: Stadt (Kasaba)
- 1999: Bedrängnis im Mai (Mayis sikintisi)
- 2002: Uzak – Weit (Uzak)

## Auszeichnungen
- 2002: Nebendarstellerpreis des Antalya Altýn Portakal Film Festivali für Uzak – Weit
- 2003: Darstellerpreis der Internationalen Filmfestspiele von Cannes für Uzak – Weit